# ポール・コソック
ポール・コソック（Paul Kosok、1896年 - 1959年）は、ナスカの地上絵の発見者とされているアメリカ人考古学者。ニューヨーク出身。
彼の仕事は、1930年代に始まり1959年、彼の死によって終わりを告げた。以後、その仕事は、マリア・ライヘによって引き継がれ、1998年彼女の死まで続いた。 
彼はロングアイランド大学の教授で、1938年から学部教育で、科学史などいくつかの講義を担当。ブルックリンのブルックリン交響楽団で指揮者もしていたことがある。